# آواره مجنون دیوانه
آواره مجنون دیوانه (به هندی: Awara Paagal Deewana)فیلمی محصول سال ۲۰۰۲ پر ژانر اکشن و کمدی و به کارگردانی ویکرام بات است. در این فیلم بازیگرانی همچون آکشی کومار، سونیل شتی، آفتاب شیودسانی، پارش راوال، پریتی جانگیانی، آرتی چهابریا، آمریتا ارورا، جانی لور، راهول دو، سوپریا پیلگانکار، اوم پوری، آسرانی ایفای نقش کرده‌اند.